# خوانا بيلين غوتيريز دي ميندوزا
خوانا بيلين غوتيريز دي ميندوزا (27 يناير 1875-13 يوليو 1942) صحفية مكسيكية، ونسوية، وأستاذة، وناشطة. كانت كاتبة بارزة في مجال الأدب النسوي الراديكالي، وساهمت في الصحف اليسارية، بما في ذلك إل دياريو ديل أوجار وإل هيجو ديل آويزوتي. عُرفت بكونها كاتبة بارزة ومشاركة فعالة في الثورة المكسيكية، ولم تتردد في توجيه انتقادات لاذعة للكنيسة الكاثوليكية ونظام بورفيريو دياث من خلال صحيفة فيسبر.

## النشأة
ولدت خوانا بيلين غوتيريز دي ميندوزا (تشافيز قبل الزواج) في 27 يناير 1875 في سان خوان ديل ريو في دورانغو في المكسيك. كان والدها، سانتياغو غوتيريز لوميلي، في الأصل من خاليسكو وعمل عاملًا زراعيًا في ملكية في سان بيدرو ديل جالو في دورانجو. كانت والدتها، أورفيريا تشافيز، امرأة متدينة ذات جذور كاكسكانية أصلية من منطقة جوتشيبيلا في زاكاتيكاس. لم يُعرف الكثير عن والديها، ويُفترض أن والدها كان بروتستانتيًا مما سمح لخوانا بأن تكبر دون الالتزام بالأدوار والقوالب النمطية الجندرية التقليدية في ذلك الوقت. سُمح لخوانا وشقيقتها بالالتحاق بمدرستهما المحلية بعد أن أقنع المعلم «دون فيليبي» والديها. انتقلت العائلة في عام 1888 أو 1889 إلى العاصمة دورانغو للعمل في ملكية عائلة لوبيز نيغريتي النخبوية. عملت خوانا خادمة في دورانغو بعد موت والدها المفاجئ.
تزوجت في عام 1892 من عامل المناجم سيريلو ميندوزا وكانت في السابعة عشرة من عمرها، وانتقلا إلى سييرا موجادا في كواويلا. عمل زوجها في كشط المعادن في منجم «لا إزميرالدا». أنجبا ثلاثة أطفال: سانتياغو (تاريخا ولادته ووفاته غير معروفين) ولورا (1895-1975) وجوليا (1899-1993). عملت خوانا خياطة، وصنعت ملابس الدنيم لعمال المناجم، وساهمت في إعالة أسرتها من خلال المساعدة في واجبات عمل زوجها. أصبحت المسؤولة الوحيدة عن أسرتها بعد وفاة زوجها المفاجئ في عام 1909، واشترت مخزونات المناجم وقطيع الماعز لبيع الحليب للحصول على الدخل.

## بدايات نشاطها
ألهمت الظروف الصعبة التي واجهها عمال المناجم المكسيكيون أثناء العمل في منجم «لا إزميرالدا» في كواويلا في المكسيك، خوانا بيلين غوتييريز دي ميندوزا بادئ الأمر لبدء مسيرتها الصحفية، ونتيجة لظروف العمل السيئة، استخدمت ثلاث صحف معارضة مكسيكية بارزة، وهي تشيناكو ودياريو ديل أوجار وإيجو دي أبويزوتي، لنشر سلسلة من المقالات مجهولة المصدر تنتقد فيها الشركة التي تدير المنجم. لم يمر هذا النشاط دون نزاع، إذ استعانت شركة التعدين بالحكومة المكسيكية للكشف عن هوية الكاتب المجهول، غاضبةً من الانتقادات الموجهة ضدها.
أثمرت جهود المتضررين في طلب المساعدة في عام 1897، عندما كشفت السلطات المكسيكية هوية غوتيريز دي مندوزا وقبضت عليها في ميناس نويفاس في تشيواوا. حظيت غوتيريز دي مندوزا رغم ذلك بإعجاب كبير من عمال المناجم وسكان المنطقة، إذ وقع حوالي عشرين منهم لاحقًا على عريضة تطالب بالإفراج عنها. لم تكن إقامتها في ميناس نويفاس فترة حبسها الوحيدة، إلا أنه كان السجن الأول هو الذي أشعل جذوة التطرف لديها، ورسّخ معارضتها للحكومة المكسيكية. كانت المكسيك في تلك الفترة في عهدة بروفيريو دياث، وامتدت رئاسته لأكثر من ثلاثة عقود وامتازت بالتحديث السريع للبلاد، والذي تضمن تحسينات البنية التحتية وزيادة الاستثمار الأجنبي. اتسمت فترة حكمه في الوقت ذاته بتحديات للحريات السياسية وتزايد التفاوتات الاقتصادية بين السكان.
أسست في مايو 1901 صحيفة معارضة للرئيس دياث باسم فسبر. انتقدت رجال الدين في غواناخواتو وكتبت ضد الهيمنة الأجنبية في المكسيك. كتبت أيضًا ضد نظام دياث وانتقدته لعدم استجابته لطلبات الشعب واحتياجاته. صودرت صحيفتها نتيجة لذلك وسُجنت عدة مرات من قبل دياث بين عامي 1904 و1920. أسست صحيفة جديدة باسم إل ديسمونتي (1900-1919) وواصلت كتاباتها.
شجعت العمال والفلاحين على التصويت، وكتبت «لتفتيت السلطة، لا تعزيزها، كوسيلة لتجنب تشكيل طبقة حاكمة جديدة، وتحويل الطبقات الحاكمة إلى إدارات عامة حقيقية». ناقشت أن الشعب المكسيكي لا يمكنه الاعتماد على قيادة الأحزاب السياسية بالنظر إلى رغبتهم في الوصول إلى المناصب لحماية مصالحهم الخاصة. ترجمت خوانا بيلين غوتييريز دي ميندوزا أعمال بطرس كروبوتكين وميخائيل باكونين وبيير جوزيف برودون إلى الإسبانية، بهدف نشر أيديولوجية التحرير في جميع أنحاء المكسيك.